# Carlos Manuel Ochoa
Carlos Manuel Ochoa Nieves (né le 27 novembre 1929 à Cuzco - décédé le 11 décembre 2008 à Lima) était un botaniste et obtenteur péruvien, qui s'est distingué par ses travaux sur la pomme de terre

## Biographie
Né à Cuzco au Pérou, Carlos Ochoa a fait ses études à l'université San Simón de Cochabamba en Bolivie puis à l'université du Minnesota aux États-Unis. Il a longtemps exercer le métier de sélectionneur et obtenteur de variétés de blé et de pomme de terre.
Parmi les plus importantes variétés de pomme de terre qu'il a créées figurent 'Renacimiento', 'Yungay' et 'Tomasa Condemayta'.
Carlos Ochoa a collecté de nombreuses espèces et variétés de pommes de terre indigènes. Il fut un important découvreur de pommes de terre sauvages. On lui doit la description d'un tiers des presque 200 espèces de pommes de terre sauvages connues.
Carlos Ochoa était professeur émérite de l'Universidad Nacional Agraria La Molina (UNALM) de Lima (Pérou). En 1971, il entra au Centre international de la pomme de terre (CIP). 

## Distinctions
Il reçut de nombreuses récompenses internationales, dont le Distinguished Economic Botanist en 1997 et le William Brown award for Plant Genetic Resources en 2001.

## Principales publications
- 1962. Los Solanum tuberiferos silvestres del Perú : Secc. Tuberarium, Sub.-Secc. Hyperbasarthrum
- 1991. The potatoes of South America. Bolivia. Cambridge Press. 570 p.  (ISBN 0521-38024-3)
- 1999. Las papas de Sudamérica. Centre international de la pomme de terre.  (ISBN 92-9060-197-3)
- 1999. Las papas de Sudamérica: Perú (primera parte). Kansas, Allen Press, 1036 p.  (ISBN 9290601981) (lire en ligne - version en anglais).
- 2001. Las Papas de Sudamérica: Bolivia. La Paz, Editorial Plural, 535 p.  (ISBN 9990564116) (lire en ligne - en espagnol)
- 2006. Ugent, D.; C.M. Ochoa. La etnobotánica del Perú : desde la prehistoria al presente. Consejo Nacional de Ciencia, Tecnologia e Innovacion Tecnologica (Concytec). 379 p.  (ISBN 9972-50-050-0)